# 특정범죄 가중처벌 등에 관한 법률
특정범죄 가중처벌 등에 관한 법률(特定犯罪加重處罰－等－關－法律, 약칭: 특정범죄가중법)은 1966년 2월 23일 법률 제1744호로 제정, 공포된 대한민국의 법률이다. 이 법은 「형법」, 「관세법」, 「조세범 처벌법」, 「지방세기본법」, 「산림자원의 조성 및 관리에 관한 법률」 및 「마약류관리에 관한 법률」에 규정된 특정범죄에 대한 가중처벌 등을 규정함으로써 건전한 사회질서의 유지와 국민경제의 발전에 이바지함을 목적으로 한다. 다듬은 말은 특정범죄 더무겁게 벌주는 등에 관한 법률.

## 가중처벌 적용대상
- 형법 제129조 수뢰•사전수뢰, 제130조 제3자에 대한 뇌물제공, 제132조 알선수뢰죄에서 수뢰액이 3천만원 이상인 자 + 수뢰액의 2배 이상 5배 미만 벌금 병과
- 알선수재
- 대통령령으로 정하는 기관이나 단체의 직원
- 형법 제124조 불법체포•감금, 제125조 폭행•가혹행위로 상해나 사망에 이르게 한 자
- 국회법 정보위원회 위원과 소속 직원이 직무상 알게 된 비밀누설
- 「회계관계직원 등의 책임에 관한 법률」 제2조제1호ㆍ제2호 또는 제4호 국고손실
- 만13세 미만의 미성년자에 대한 형법 제287조 약취•유인
- 도주차량 운전자가 피해자를 사망하게 하거나 상해
- 5명 이상의 공동으로 상습 강•절도
- 강도상해치상, 강도강간과 미수범으로 처벌받고 3년이내 재범자
- 자기 또는 타인의 형사사건의 수사 또는 재판과 관련하여 고소ㆍ고발 등 수사단서의 제공, 진술, 증언 또는 자료제출에 대한 보복의 목적으로 살인이나 존속살해
- 운행 중인 자동차 운전자에 대한 폭행 등
- 음주 또는 약물의 영향으로 정상적인 운전이 곤란한 상태에서 위험운전치사상

특정범죄가중처벌등에관한법률 제5조의3 소정의 도주차량운전자에 대한 가중처벌규정은 자신의 과실로 교통사고를 야기한 운전자가 그 사고로 사상을 당한 피해자를 구호하는 등의 조치를 취하지 아니하고 도주하는 행위에 강한 윤리적 비난가능성이 있음을 감안하여 이를 가중처벌함으로써 교통의 안전이라는 공공의 이익의 보호뿐만 아니라 교통사고로 사상을 당한 피해자의 생명·신체의 안전이라는 개인적 법익을 보호하고자 함에도 그 입법 취지와 보호법익이 있다고 보아야 할 것인바, 위와 같은 규정의 입법취지에 비추어 볼 때 여기에서 말하는 차의 교통으로 인한 업무상과실치사상의 사고를 도로교통법이 정하는 도로에서의 교통사고의 경우로 제한하여 새겨야 할 아무런 근거가 없다.
- 도주선박의 선장 또는 승무원
- 어린이보호구역 등에서 치사상
- 관세법 위반
- 관세법 위반 단속 관계 공무원에 대한 무기사용
- 5억원이상의 조세포탈
- 영리를 목적으로 세금계산서의 발급의무 위반
- 산림자원의 조성과 관리에 관한 법률에서 산림에서 산물을 절취하거나 제19조제5항을 위반하여 채종림등에서 입목ㆍ대나무의 벌채, 임산물의 굴취ㆍ채취, 가축의 방목, 그 밖의 토지의 형질을 변경하는 행위를 했던 임산물의 원산지 가격이 1천만원 이상이거나 산림 훼손면적이 5천제곱미터 이상
- 마약사범이 마약류 출입ㆍ제조ㆍ소지ㆍ소유 등을 한 마약이나 향정신성의약품 등의 가액이 500만원 이상
- 외국인에 의한 취득이 금지 또는 제한된 재산권을 외국인을 위하여 외국인의 자금으로 취득한 사람
- 특가법 적용대상에 대해 무고죄
- 범죄수사의 직무에 종사하는 공무원이 특가법에 규정된 죄를 범한 사람을 인지하고 그 직무를 유기한 특수직무유기
- 관세법 위반•조세포탈의 가중처벌에 있어 고소•고발 없이 소추 가능

## 상습절도에서 상습성

### 판단자료
피고인의 전과, 연령, 성행, 범행의 수단과 방법, 그 결과 및 반복성 등을 종합하여 인정하며 전과에는 소년법상의 보호처분도 포함된다.

### 상습성 인정 판례
- 상습특수절도 등의 실형전과 7범인 자가 출소 후 3년 만에 재범한 경우[3]
- 전과가 없으나 2개월 사이에 피고인별로 8회~13회에 걸쳐 절도행위를 반복하고, 범행방법과 수단이 점차 전문화해 간 경우[4]
- 절취한 오토바이를 이용하여 약 1달 사이에 피고인별로 6회~18회에 걸쳐 2인 또는 3인이 합동하여 행인의 핸드백 날치기 등의 절도범행을 반복한 경우[5]
- 절도죄로 집행유예선고를 받고 출소 후 1달 만에 재범한 경우[6]
- 최종범행 후 10년 남짓 경과하기는 하였지만 절도죄 또는 특수절도죄의 실형전과가 4회 있는 자가 심야에 근접한 장소에서 3회에 걸쳐 차량과 대형절단기를 이용하여 절도범행을 반복한 경우[7]
- 2인이 2004.8. 초순경부터 같은 해 11. 1.까지 약 3개월 동안 단기간 내에 모두 71회에 걸쳐 빈집에 들어가 물건을 절취하거나 미수에 그쳤고, 범행내용은 미리 준비한 노루발 못뽑이를 이용하여 출입문을 열고 들어가 절취하는 것으로서 주도면밀한 계획 아래 분담하여 범행이 이루어진 경우[8]

### 상습성 부정 판례
- 절도 전과가 많으나 징역 6월을 선고받은 최종 범행일로부터 5년 경과 후 노동일에 종사하던 피고인이 옆집 부엌에서 개고기 다리 2개를 훔친 경우[9]
- 범죄의 태양이 동종인 3차례의 전과가 있으나 최종 범행일부터 6년, 출소일부터 3년이 지난 후 단 1회의 범행을 한 63세 노인[10]
- 2회의 절도죄로 집행유예 또는 기소유예 받은 전과가 있으나 모두 취중에 우발적으로 범행한 것이고, 이 사건 범행도 취중에 스탠드바에서 쇼핑백을 들고 나온 것이며, 동선을 뽑는 기술자로서 직업이 일정한 피고인[11]

### 강도범행을 절도의 상습성을 인정하는 자료로 쓸 수 있는지
- 절도와 강도는 상습성 인정의 기초가 되는 같은 유형의 범죄가 아니므로 각별로 상습성 유무를 판단해야 한다[12]
- 상습절도의 전력이 있는 자가 강도범행을 한 경우에 상습강도죄의 성립 부정[13]
- 상습절도죄와 상습강도죄를 포괄일죄로 보지 아니하고 별개의 죄로 보아 경합범 가중한 것은 정당하다[14]

### 제5항의 의미
⑤ 「형법」 제329조부터 제331조까지, 제333조부터 제336조까지 및 제340조·제362조의 죄 또는 그 미수죄로 세 번 이상 징역형을 받은 사람이 다시 이들 죄를 범하여 누범(累犯)으로 처벌하는 경우에는 다음 각 호의 구분에 따라 가중처벌한다.

- 검사가 피고인을 특가법 제5조의4 제1항 소정의 상습법으로 기소한 경우에도 그 공소사실에 상습성의 근거로 적시된 피고인의 범죄전력이 그대로 같은 조 제5항 소정의 범죄전력 및 누범가중의 요건을 충족하고 있다면 그 기본적 사실에 있어서는 아무런 차이가 없을 뿐 아니라 피고인의 방어에 실질적 불이익을 끼칠 우려도 없다고 할 것이어서 법원은 공소장변경절차를 거칠 필요없이 피고인에 대하여 같은 조 제5항을 적용하여 처벌할 수 있는 것이지만(대법원 1984. 10. 10. 선고 84도1767, 84감도274 판결, 대법원 1985. 7. 9. 선고 85감도151 판결 등 참조), 이와는 달리 공소사실에는 피고인이 절도죄 등으로 징역형을 받은 범죄전력 중 하나만이 적시되어 있고 나머지 범죄전력에 관하여는 ‘그 외 동종 전과가 ○회 더 있다’는 식으로만 기재되어 있는 경우, 즉 절도죄 등으로 3회 이상 징역형을 받은 사실이 구체적으로 적시되어 있지 않은 경우에는, 같은 조 제1항으로 기소되었는데도 공소장변경 없이 같은 조 제5항을 적용하여 처벌하는 것은 피고인의 방어에 실질적 불이익을 끼칠 우려가 있으므로 허용되지 않는다고 할 것이다.[15]

- 특정범죄가중처벌 등에 관한 법률 제5조의4 제5항은 거기서 정하는 범죄전력 및 누범가중의 요건이 갖추어진 경우에는 상습성이 인정되지 아니하는 때에도 상습범에 관한 같은 조 제1항 내지 제4항 소정의 법정형에 의하여 처벌한다는 취지로서, 위 제5항의 범죄로 기소되어 처벌받은 경우를 상습범으로 기소되어 처벌받은 경우라고 볼 수 없다. 따라서 설사 피고인에게 절도의 습벽이 인정된다고 하더라도 위 법조항으로 처벌받은 확정판결의 기판력은 그 판결의 확정 전에 범한 다른 절도행위에 대하여는 미치지 아니한다고 봄이 상당하다.[16]

### 제6항의 의미
⑥ 상습적으로 「형법」 제329조부터 제331조까지의 죄나 그 미수죄 또는 제2항의 죄로 두 번 이상 실형을 선고받고 그 집행이 끝나거나 면제된 후 3년 이내에 다시 상습적으로 「형법」 제329조부터 제331조까지의 죄나 그 미수죄 또는 제2항의 죄를 범한 경우에는 3년 이상 25년 이하의 징역에 처한다.

- 2005. 8. 4. 법률 제7654호로 개정·시행된 특정범죄 가중처벌 등에 관한 법률 제5조의4 제6항은 그 입법 취지가 2005. 8. 4. 법률 제7656호로 공포·시행된 사회보호법 폐지법률에 의하여 사회보호법이 폐지됨에 따라 상습절도 사범 등에 관한 법정형을 강화하기 위한 데 있다고 보이고, 조문의 체계가 일정한 구성요건을 규정하는 형식으로 되어 있으며, 적용요건이나 효과도 형법 제35조와 달리 규정되어 있는 점 등에 비추어 볼 때, 위 법률 제5조의4 제1항 또는 제2항의 죄로 2회 이상 실형을 받아 그 집행을 종료하거나 면제받은 후 3년 이내에 다시 위 제1항 또는 제2항의 죄를 범한 때에는 그 죄에 정한 형의 단기의 2배까지 가중한 법정형에 의하여 처벌한다는 내용의 새로운 구성요건을 창설한 규정이라고 새겨야 할 것이므로, 이러한 경우 위 제6항에 정한 형에 다시 형법 제35조의 누범가중한 형기범위 내에서 처단형을 정하는 것이 옳다.[17]

- 2005. 8. 4. 법률 제7654호로 개정·시행된 특정범죄 가중처벌 등에 관한 법률(이하 ‘특가법’)은 그 제5조의4 제6항을 신설하였는바, 이 조항은 그 입법취지가 사회보호법이 폐지됨에 따라 상습절도 사범 등에 관한 법정형을 강화하기 위한 데 있다고 보이고, 조문의 체계가 일정한 구성요건을 규정하는 형식으로 되어 있으며, 적용요건이나 효과도 형법 제35조와 달리 규정되어 있는 점 등에 비추어 볼 때, 특가법 제5조의4 제1항 또는 제2항의 죄로 2회 이상 실형을 받아 그 집행을 종료하거나 면제받은 후 3년 이내에 다시 위 제1항 또는 제2항의 죄를 범한 때에는 그 죄에 정한 형의 단기의 2배까지 가중한 법정형에 의하여 처벌한다는 내용의 새로운 구성요건을 창설한 규정이라고 새기는 것이 옳고, 이와 달리 누범가중에 관한 형법 제35조를 보충하는 데 불과한 규정으로 새길 것이 아니므로, 법원이 위 제5조의4 제6항을 적용하기 위하여는 검사가 공소장에 위 조항을 기재하거나 적용법조의 추가·변경 절차에 의하여 법원에 그 적용을 구하여야 하고, 그러한 기재 등이 없는 한 법원이 직권으로 위 제5조의4 제6항을 적용할 수는 없다.[18]

- 피고인이 특정범죄 가중처벌 등에 관한 법률(이하 ‘특가법’이라 한다) 위반(절도)죄로 징역 1년에 집행유예 2년을 선고받고, 유예기간 중 같은 죄로 징역 2년을 선고받아 판결이 확정됨으로써 위 집행유예의 선고가 실효되어 형의 집행을 모두 종료하였는데, 그 후 3년 내에 다시 상습절도에 의한 특가법 위반으로 기소된 사안에서, 위 집행유예 판결도 피고인이 ‘실형을 선고받은 경우’에 해당한다고 보아, 위 공소사실에 대하여 특가법 제5조의4 제6항을 적용한 원심판결에 법리오해의 위법이 있다고 한 사례[19]

- 2015. 11. 26. 제5조의4제6항 중 ‘제1항 또는 제2항의 죄로 두 번 이상 실형을 선고받고 그 집행이 끝나거나 면제된 후 3년 이내에 다시 제1항 중 형법 제329조에 관한 부분의 죄를 범한 경우에는 그 죄에 대하여 정한 형의 단기의 2배까지 가중한다.’는 부분은 헌법에 위반된다고 결정하였다.[20]

## 어린이 보호구역에서 어린이 치사상의 가중처벌
자동차(원동기장치자전거를 포함한다)의 운전자가 「도로교통법」 제12조제3항에 따른 어린이 보호구역에서 같은 조 제1항에 따른 조치를 준수하고 어린이의 안전에 유의하면서 운전하여야 할 의무를 위반하여 어린이(13세 미만인 사람을 말한다. 이하 같다)에게 「교통사고처리 특례법」 제3조제1항의 죄를 범한 경우에는 다음 각 호의 구분에 따라 가중처벌한다.
1. 어린이를 사망에 이르게 한 경우에는 무기 또는 3년 이상의 징역에 처한다.
2. 어린이를 상해에 이르게 한 경우에는 1년 이상 15년 이하의 징역 또는 500만원 이상 3천만원 이하의 벌금에 처한다.— 특정범죄 가중처벌 등에 관한 법률 제5조의13 (법률 제16829호)

이른바 민식이법으로 알려진 개정안으로 2019년 12월 24일에 신설되어 2020년 3월 25일부터 시행되었다. 이 법에 따라 어린이 보호구역에서 안전에 유의하면서 운전하여야 할 의무를 위반하여 교통 사고로 어린이를 상해, 사망에 이르게 한 경우 합의나 보험에 관계 없이 가중처벌된다.  합의나 보험에 관계 없이 운전자의 책임이 있을 시 강한 처벌으로 이어져 과한 처벌이라는 논란이 있다.
흔히, 어린이 보호구역에서 사고가 나면 무조건 운전자 책임으로 처벌한다는 오해가 퍼져있지만 이는 일부 사실이 아니다. 몇몇 초등학생들 사이에서 달리는 차 등에 일부러 치이는 등 민식이법을 악용한 '민식이법 놀이'가 유행하며 큰 논란이 되고 있다.